# Shinya Hatta
Shinya Hatta (初田 真也 Hatta Shinya?, nacido el 17 de mayo de 1984 en Osaka) es un exfutbolista japonés. Jugaba de defensa y su último club fue el Blaublitz Akita de Japón.

## Trayectoria

### Clubes
| Club              | País  | Año         |
| ----------------- | ----- | ----------- |
| Mito HollyHock    | Japón | 2007        |
| Kamatamare Sanuki | Japón | 2008 - 2009 |
| FC Ryukyu         | Japón | 2010 - 2012 |
| Blaublitz Akita   | Japón | 2013 - 2015 |

## Estadística de carrera

### J. League
| Club            | Año   | J. League | J. League | Copa J. League | Copa J. League | Total | Total |
| Club            | Año   | Part.     | Goles     | Part.          | Goles          | Part. | Goles |
| --------------- | ----- | --------- | --------- | -------------- | -------------- | ----- | ----- |
| Mito HollyHock  | 2007  | 12        | 0         | -              | -              | 12    | 0     |
| Blaublitz Akita | 2014  | 29        | 3         | -              | -              | 29    | 3     |
| Blaublitz Akita | 2015  | 1         | 0         | -              | -              | 1     | 0     |
| Total           | Total | 42        | 3         | 0              | 0              | 42    | 3     |